# Jeanne Loiseau

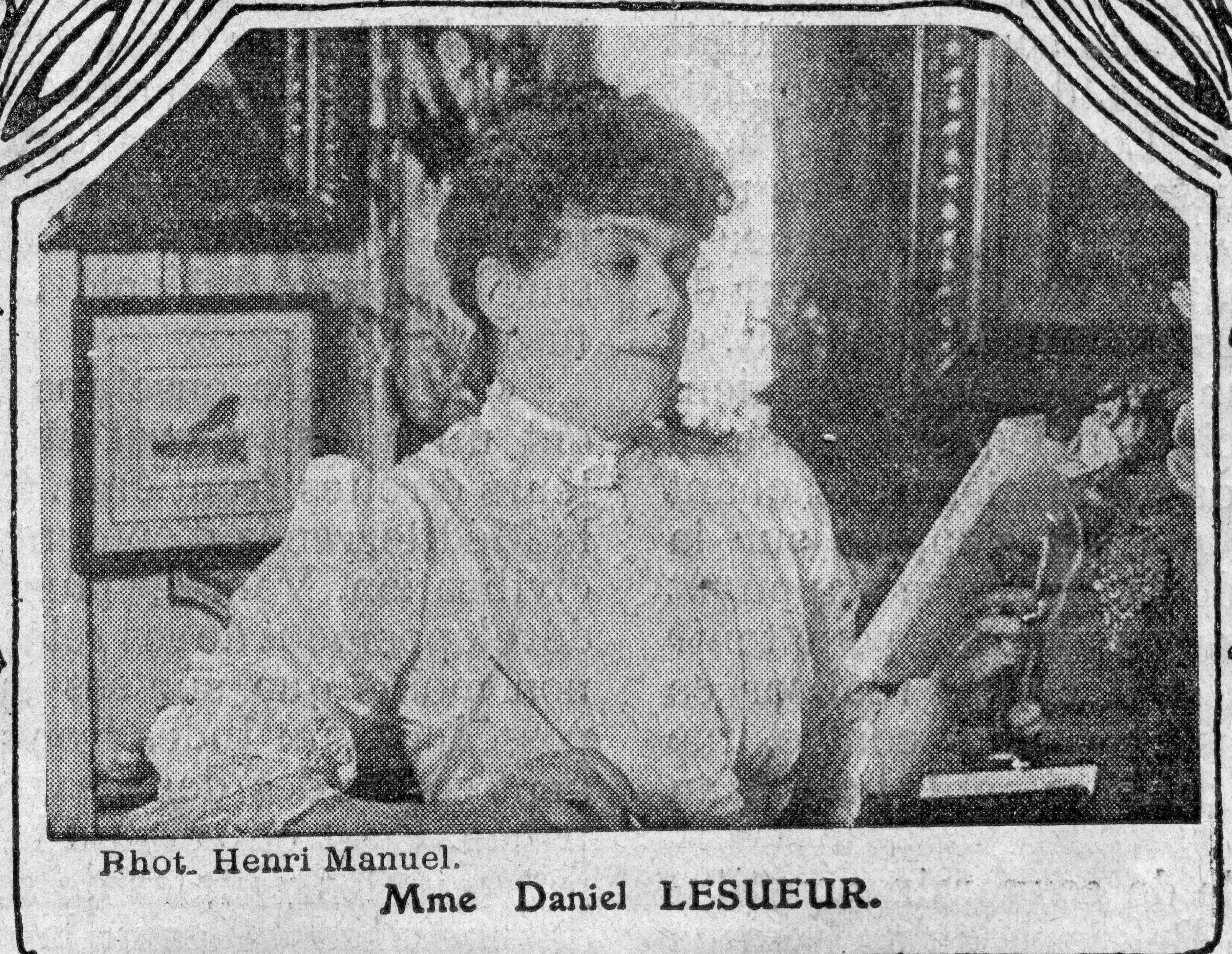
Jeanne Loiseau in 1910

Alice Jeanne Victoire Loiseau (Batignolles-Monceau, 6 maart 1854 – Parijs, 3 januari 1921) was een Franse schrijver, dichter, journalist, literatuurcriticus, vertaler en feminist die schreef onder het (mannelijke) pseudoniem Daniel-Lesueur (soms ook Daniel Lesueur).

## Biografie
Jeanne Loiseau werd op 6 maart 1854 geboren in Batignolles-Monceau. Haar vader was een uitvinder en handelaar uit Lyon, haar moeders familie kwam uit Ierland en stamde af van Daniel O'Connell, een Ierse negentiende-eeuwse politicus. Jeanne was de derde van vijf kinderen, twee van haar zussen overleden jong en een oudere broer kwam om tijdens de Frans-Pruisische Oorlog van 1870. Haar jongere broer Henry deed op de achtergrond mee aan een aantal acties van zijn zus en zijn zwager.
Omdat haar ouders hun geld verloren, vertrok Loiseau als jong meisje rond 1879 naar Londen om als au pair te werken bij vrienden van haar moeder. Zo'n vijf jaar later keerde ze terug naar Frankrijk waar ze privélessen ging geven om geld te verdienen. Zodra ze kon, begon ze gedichten en verhalen te schrijven.
Ze was niet alleen heel talentvol, ze werkte ook hard en sloot veel literaire vriendschappen met onder anderen de Franse schrijvers Leconte de Lisle, Sully Prudhomme, François Coppée, José-Maria de Heredia, Henry Roujon en Victorien Sardou, maar ook met de schrijfsters Juliette Adam, Séverine, Marguerite Durand en comtesse Anne de Noailles.
De Académie française erkende al snel haar literaire talent en gaf haar verschillende prijzen zowel voor haar gedichten als voor haar romans en haar vertalingen. Haar twee eerste boeken, een roman en een gedichtenbundel, werden in 1882 allebei bekroond. Bij het uitreiken van de prix Montyon gaf Camille Doucet, secretaris van de Academie française, aan waarom de Académie haar werk had bekroond: De inzendingen Le mariage de Gabrielle en Fleurs d'avril van Jeanne Loiseau waren twee boeken die allebei onze aandacht trokken. De gedichten zijn een aanbeveling voor het proza en andersom en de schrijfster van deze twee boeken laat een grote moed, een zeldzame intelligentie en een echt talent zien aan het begin van haar carrière. Op haar twintigste heeft ze al geleden, dat is de reden waarom ze haar gedichten vergelijkt met bloemen uit april, die op durven te komen in de regen en de kou.
Haar uitgever dwong Loiseau om een pseudoniem te kiezen. Daniel-Lesueur is de combinatie van haar Ierse voorvader Daniel O'Connell en de geboortenaam van haar moeder. Later gaf ze toe dat ze de naam snel had gekozen en dat ze er niet blij mee was. Toch veranderde ze hem niet, al voegde ze een streepje toe om ervoor te zorgen dat mensen haar geen madame Lesueur noemden. De meeste van haar boeken verschenen bij Alphonse Lemerre, die ook de uitgever van de dichters de Parnassiens was.

## Vrouwenrechten en feminisme
Het kost haar veel moeite om lid te worden van de SGDL, de Franse schrijversvereniging die door onder andere de schrijver George Sand was opgericht. Ondanks de talloze boeken die Daniel-Lesueur al had gepubliceerd, de prijzen die ze had gewonnen en de steun van belangrijke leden, werd ze in 1890 tegen alle verwachtingen in geweigerd omdat ze vrouw was. Dit veroorzaakte grote ophef in zowel linkse als rechtse kranten. Het jaar daarop werd ze wel toegelaten. Vanaf december 1897 werkte ze voor de feministische krant La Fronde van Marguerite Durand. Een van haar romans werd er in feuilleton gepubliceerd en tijdens de zes jaar dat de krant bestond, had ze een populaire rubriek. Daarnaast bleef ze romans schrijven. Ook was ze literatuurcriticus voor L'Indépendance belge, Le Temps en Le Figaro.
Tijdens het Internationale Congres van handel en industrie, dat plaatsvond tijdens de wereldtentoonstelling van 1900, was zij de enige vrouw die het congres toesprak. Ze presenteerde een rapport over de 'ontwikkeling van de vrouw' en verdedigde praktisch toepasbare ideeën die aan het einde door de algemene vergadering van het congres werden aangenomen. Haar rapport werkte ze verder uit en het verscheen in 1905 onder de titel L'évolution feminine, ses résultats économiques (Nederlands: De ontwikkeling van de vrouw en de economische resultaten daarvan). Op 16 augustus 1900 benoemde de Franse politicus Georges Leygues haar als eerste schrijfster tot ridder in het Legioen van Eer en in 1913, toen de SGDL 75 jaar bestaat, werd ze officier. Ze was de vijfde vrouwelijke officier sinds de orde in 1804 werd gecreëerd.
Op 18 januari 1904 trouwde Daniel-Lesueur met Henry Lapauze, een bekend kunstcriticus en adjunct-conservator van het Parijse museum le Petit Palais. Lapauze werd in 1905 conservator en richtte in november 1913 het tweemaandelijkse tijdschrift La Renaissance politique, littéraire et artistique op. In 1921 begon hij een literaire prijs: de Prix de La Renaissance (tot 1939 uitgereikt) met een prijzengeld van 6000 frank. Voorzitters van de jury waren onder anderen Léon Bérard (in 1922) en Colette.
Daniel-Lesueur schreef ook drie feministische theaterstukken die goede recensies kregen:
- Fiancée, dat op 20 oktober 1894 in première ging in het Parijse theater Odéon, daarna in het Théâtre Molière in Brussel in februari 1895.
- Hors du mariage, dat op 26 juni 1891 in première ging in het Théâtre féministe international dat in Parijs werd opgericht door Marya Chéliga-Loewy (Maria Szeliga) en dat ook in Brussel, Milaan en Moskou op de planken werd gebracht. Het gaat over Hélène Marinval, een lerares en ongehuwde moeder, die 'heel dapper en ontroerend is' en die 'strijdt tegen de gebruikelijke leugens.' De schrijver verdedigt 'het recht op liefde'. Een criticus schreef 'Dit stuk had eigenlijk zowel in het Vaudeville, het Gymnase of het Odéon gespeeld kunnen worden; overal zou het succesvol zijn en zelfs ontroeren. Het kreeg een warm applaus en dat succes verdient het door de oprechte emoties en de sterke ideeën van het stuk die in heldere taal worden verwoord.'
- Le Masque d'Amour, dat op 10 oktober 1905 voor het eerst werd opgevoerd in het Théâtre Sarah Bernhard in Parijs, met in de hoofdrol de beroemdste actrice van dat moment Sarah Bernhardt (32 voorstellingen) en daarna in Brussel. Er was zelfs een plan om het in het Italiaans te vertalen.

ze pleitte voor een Académie littéraire voor vrouwen en protesteerde tegen de ongelijkheid tussen mannen en vrouwen. Vanaf de oprichting in 1904 zat ze in de jury van de prix de la Vie heureuse, de voorloper van de prix Fémina. Ze was voorzitter van de jury toen Colette Yver in 1904 de prijs kreeg voor Princesse de science. Daniel-Lesueur was ook de voorzitter van de prix Sully Prudhomme in 1907 samen met André Theuriet voorzitter van de prix des Annales en lid van verschillende andere literaire jury's.
In 1900 probeerde ze lid te worden van het bestuur van de Société des Gens De Lettres (SGDL). Om ervoor te zorgen dat dit niet zou lukken, werden meerdere vrouwen aangemeld als kandidaat om zo de stemmen te verdelen. Vervolgens wachtte ze tot maart 1907 voor ze zich opnieuw kandidaat stelde, toen werd ze wel verkozen. Dit was na George Sand, die de vereniging samen met Alexandre Dumas, Victor Hugo en Honoré de Balzac oprichtte, de eerste keer in vijftig jaar dat er weer een vrouw lid was van het bestuur. In tegenstelling tot Sand ging Daniel-Lesueur wel naar alle vergaderingen. Voor haar was het niet genoeg om in bestuur te zitten: vanaf haar eerste jaar was ze een van de drie bureausecretarissen, het tweede jaar werd ze gekozen tot vicevoorzitter en dat bleef ze de maximale drie jaar. Door haar voorgangersrol lukte het andere schrijfsters, onder anderen Jean Dornis, Lya Berger, Jeanne Landre en Camille Marbo ook om bij het bestuur komen

## Liefdadigheidswerk
In 1913 richtte Daniel-Lesueur een stichting op voor arme weduwen van schrijvers en tot aan haar dood was ze daarvan voorzitster. Na haar dood, volgde een andere schrijfster, Jean Dornis, haar op.
Bij het uitbreken van de Eerste Wereldoorlog stopte ze met het schrijven van romans en schreef ze alleen om overleden soldaten te herdenken, zich te verzetten tegen de Duitse bezetter van Noord-Frankrijk en België en om de moraal van de Fransen hoog te houden. Verschillende van de gedichten die ze schreef om strijders te eren of naar aanleiding van een bijzondere gelegenheid werden voorgedragen aan de Sorbonne. Op 9 augustus 1914 richtte Daniel-Lesueur nog een ander belangrijk goed doel op: l'Aide aux Femmes des Combattants (Nederlands: Hulp aan soldatenvrouwen) waarvan ze de hele oorlog de voorzitter was. Dit goede doel deelde een miljoen frank aan voedsel en tienduizenden kleren uit en bouwde een medische kliniek waar artsen duizenden consulten gaven en honderden zware operaties uitvoerden. Deze polikliniek werd geleid door dokter Auguste Casséus die oorspronkelijk uit Haïti kwam. Hij werkte als arts in verschillende ziekenhuizen en kreeg op 3 juni 1920 het Legioen van Eer. Daniel-Lesueur speldde hem het kruis op en herinnerde aan de bewonderenswaardige toewijding van deze dokter, die zoveel zieken had verzorgd en geopereerd. L'Aide werd in januari 1919 opgeheven.
Tijdens de oorlog richtte ze met andere vrouwen in maart 1915 ook La Croisade de Femmes françaises (Nederlands: Kruistocht van Franse vrouwen) op waar ze van 1916 tot aan de wapenstilstand in 1918 de voorzitter van was. In juni 1918 richtte ze Le foyer de soldat au front (Nederlands: Opvang voor frontsoldaten). Ze gaf niet alleen geld en spullen (boeken, schrijfpapier voor brieven, tabak, etc.) maar ging ook zelf naar het front om er Engelse les aan de soldaten te geven. Ze zette zich steeds helemaal in om de soldaten en de andere Fransen moreel, materieel en intellectueel te ondersteunen. Samen met haar echtgenoot streed ze ervoor dat de rol van generaal Gallieni tijdens de slag om Ourcq erkend zou worden. Mede dankzij hem kon Frankrijk de slag om de Marne winnen en de Duitse invasie tegenhouden in Noord-Frankrijk. In 1921 werd Gallieni postuum tot maarschalk van Frankrijk benoemd.

## Overlijden
Jeanne Loiseau overleed op 3 januari 1921 in het Petit Palais, het museum waar haar echtgenoot conservator was. De Franse krant Le Temps schreef op 4 januari: 'Ze is bezweken aan vermoeidheid, door het werk dat ze uit liefde voor Frankrijk, voor de Franse soldaten en hun families heeft gedaan'. Een paar dagen later werd ze begraven op de begraafplaats Montparnasse in het graf van de familie Loiseau waar onder anderen ook haar moeder lag. Haar echtgenoot wilde haar lichaam naar Montauban brengen. Hij bestelde een gedenksteen voor haar graf bij de Franse beeldhouwer Jean Boucher. Maar haar lichaam werd niet overgebracht. Daria Lapauze-Guarnati, Lesueurs stiefdochter, schonk de steen in 1933 aan het museum van Montauban. Die plaatste het in een openbare tuin. Het graf van Daniel Lesueur werd lang vergeten, maar eind 2006 werden haar resten opgegraven en overgebracht naar het ossuarium van de Parijse begraafplaats Père-Lachaise.
Edmond Haraucourt, voorzitter van de SGDL, sprak de volgende woorden uit tijdens haar begrafenis op 5 januari 1905: Ze dacht na en zette anderen aan het denken, maar ze had vooral een sterke wil en wist die over te brengen. Haar altruïsme was besmettelijk. Om zich heen verzamelde ze mensen met goede bedoelingen die niet wisten wat ze konden doen en gaf die een praktisch doel. Door haar overredingskracht wist ze geld tevoorschijn te toveren, dat ze aan mensen gaf die het slecht hadden en die uit respect voor een dode niet lieten merken dat ze honger leden en het koud hadden. Ze richtte de Denier des Veuves op [...] ons meesterwerk.

## Prijzen en onderscheidingen
- Haar gedichtenbundels, romans en vertalingen werden vijf keer bekroond door de Académie française. In 1905 kreeg ze voor haar hele oeuvre een zesde prijs, de Grand prix Vitet. Ze was de eerste vrouw die zoveel prijzen won.
- Voor haar liefdadigheidswerk ontving ze nog meer onderscheidingen: de eremedaille van de SGDL, de Belgische Koningin Elisabeth Medaille voor haar steun aan Belgische vluchtelingen en de Franse Erkentelijkheidsmedaille.
- Verschillende van haar romans werden tussen 1916 en 1921 verfilmd en een aantal van haar gedichten werden voorgedragen door acteurs van Frankrijks belangrijkste toneelgezelschap, de Comédie française, op muziek gezet of voorgelezen op de radio.
- Haar romans werden in meer dan tien talen vertaald, onder ander in het Engels, Duits, Spaans, Deens, Tsjechisch, Italiaans en zelfs in het Zweeds, Russisch, Hongaars en Pools.
- In 1908 werd er een roos naar haar vernoemd
- In 1912, nog tijdens haar leven, kreeg een straat in het 8e arrondissement van Parijs haar naam. Oorspronkelijk zou het naar Jules Verne worden vernoemd.
- Bewoners van de avenue Daniel-Lesueur richtten samen met literatuurliefhebbers in januari 2015 een 'Vereniging van vrienden van Daniel-Lesueur' op. De vereniging heeft een website om het werk van Daniel-Lesueur weer onder de aandacht te brengen.

## Werken

### Romans
- Tweeluik Lointaine Revanche
- L’Or sanglant (Uitgeverij Lemerre, 1900)
- La Fleur de Joie (Uitgeverij Lemerre, 1900)
- Tweeluik Mortel secret
- Lys Royal (Uitgeverij Lemerre, 1902)
- Le Meurtre d’une âme (Uitgeverij Lemerre, 1902)13
- Tweeluik Le Masque d'Amour
- Le Marquis de Valcor (Uitgeverij Lemerre, 1904)14
- Madame de Ferneuse (Uitgeverij Lemerre, 1904)15
- Tweeluik Calvaire de femme
- Fils de l’amant (Uitgeverij Lemerre, 1907)
- Madame l’ambassadrice (Uitgeverij Lemerre, 1907)
- Diptyque romanesque Du sang dans les ténèbres
- Flaviana princesse (Uitgeverij Lemerre, 1910)
- Chacune son rêve (Uitgeverij Lemerre, 1910)16

### Andere romans
- Le Mariage de Gabrielle (Calmann-Lévy, 1882) - Prix Montyon van de Académie française.
- L’Amant de Geneviève (Calmann-Lévy, 1883)
- Marcelle, étude parisienne (Uitgeverij Lemerre, 1885)
- Un mystérieux amour (Uitgeverij Lemerre, 1886)
- Amour d’aujourd’hui (Uitgeverij Lemerre, 1888).
- L’Auberge des Saules (Uitgeverij Lemerre, 1890)
- Névrosée (Uitgeverij Lemerre, 1890).
- Une vie tragique (Uitgeverij Lemerre, 1890)
- Passion slave (Uitgeverij Lemerre, 1892)
- Justice de femme (Uitgeverij Lemerre, 1893)
- Haine d’amour (Uitgeverij Lemerre, 1894)
- À force d’aimer (Uitgeverij Lemerre, 1895)
- Invincible Charme (Uitgeverij Lemerre, 1897)
- Comédienne (Uitgeverij Lemerre, 1898), bekroond met de prix de Jouy van de Académie française
- Lèvres closes (Uitgeverij Lemerre, 1898)
- Au-delà de l’amour (Uitgeverij Lemerre, 1899)
- La Fleur de joie (Uitgeverij Lemerre, 1900)
- L’Honneur d’une femme (Uitgeverij Lemerre, 1901)
- Le cœur chemine (Uitgeverij Lemerre, 1903)
- La Force du passé (Uitgeverij Lemerre, 1905). Vertaald als: De macht van het verleden. Roman van Daniël Lesueur. Amsterdam: Internationale Bioscoop-Roman-Maatschappij, 1921
- Nietzschéenne (Uitgeverij Plon, 1908), verschenen in L'Illustration in 1907.
- Le Droit à la force (Uitgeverij Plon, 1909)
- Une âme de vingt ans (Pierre Lafitte, 1911)
- Au tournant des jours (Gilles de Claircœur), (Plon, 1913), eerst verschenen in L'illustration onder de titel Gilles de Claircœur in 1911

### Verhalenbundel
- Fiancée d’outre-mer, gevolgd door Péril d’amour, Justice mondaine en Une mère (Uitgeverij Lemerre 1901)

### Gedichten
- Fleurs d’avril, gedichten (édit. Lemerre, 1882) - Prix Montyon van de Académie française
- "Sursum corda !" pièce de vers… (Lemerre, 1885) – poëzieprijs van de Académie française
- Pour les pauvres, 1890, voorwoord voorgelezen door Rachel Boyer… sous la tente Willis, à la Ville-d’Avray le 23 juin 1889
- Rêves et Visions (Souvenirs ; Visions divines ; Visions antiques ; Sonnets philosophiques ; Échos et Reflets ; Paroles d’amitié ; Paroles d’amour) (Uitgeverij Lemerre, 1889) – Bekroond door de Académie française (prix Archon-Despérouses)
- Poésies de Daniel Lesueur (Visions divines ; Les Vrais Dieux ; Visions antiques ; Sonnets philosophiques ; "Sursum corda !" Souvenirs ; Paroles d’amour) (Uitgeverij Lemerre, 1896 27

### Theater
- Hors du mariage, 1892 (drama opgevoerd 26 juin 1892 in het Théâtre féministe international en op 25 juin 1897 in het théâtre des Menus-Plaisirs)
- Fiancée, 1894 (drama, première in het Théâtre de l'Odéon, le 20 octobre 1894)
- Le Masque d’Amour, 1905 (drama in 5 akten et 9 tableaus (voor het eerst opgevoerd op 10 oktober 1905 in het Théâtre Sarah Bernardt en gepubliceerd in "L'Illustration théâtrale", 4 nov. 1905)

### Essays
- L’Évolution féminine, ses résultats économiques (Uitgeverij Lemerre, 1905)
- Pour bien tenir sa maison (Pierre Lafitte, coll. « Femina-Bibliothèque », 1911) (préface de Daniel Lesueur)
- Un foyer du soldat au front. Le foyer du soldat Mary Mather à l’armée du général Humbert (Uitgeverij La Renaissance, 1919), monographie

### Vertalingen
- Œuvres complètes de lord Byron, nieuwe vertalingen met een essay over Lord Byron. (Uitgeverij Lemerre, 1891) De eerste twee delen werden door de Académie française bekroond met de Prix Langlois. Het derde en laatste deel verscheen in 1905, ook bij uitgeverij Lemerre.

- Bibsys: 3113786
- Biblioteca Nacional de España: XX1342352
- Bibliothèque nationale de France: cb13320676d (data)
- Catàleg d'autoritats de noms i títols de Catalunya: 981058612490906706
- CiNii: DA15837113
- Gemeinsame Normdatei: 137956290
- International Standard Name Identifier: 0000 0001 2129 0690
- Library of Congress Control Number: no99067100
- Base Léonore: LH//1475/55
- Nationale Bibliotheek van Tsjechië: jn20011018949
- Nederlandse Thesaurus van Auteursnamen: 315482370
- Réseau des bibliothèques de Suisse occidentale: 02-A023271008
- Istituto Centrale per il Catalogo Unico: CUBV091123
- SNAC: w6n441bh
- Système universitaire de documentation: 035212446
- Virtual International Authority File: 39520913
- WorldCat: E39PCjw8xQG4m9DtbbCD7GRWTb